# David Chassé

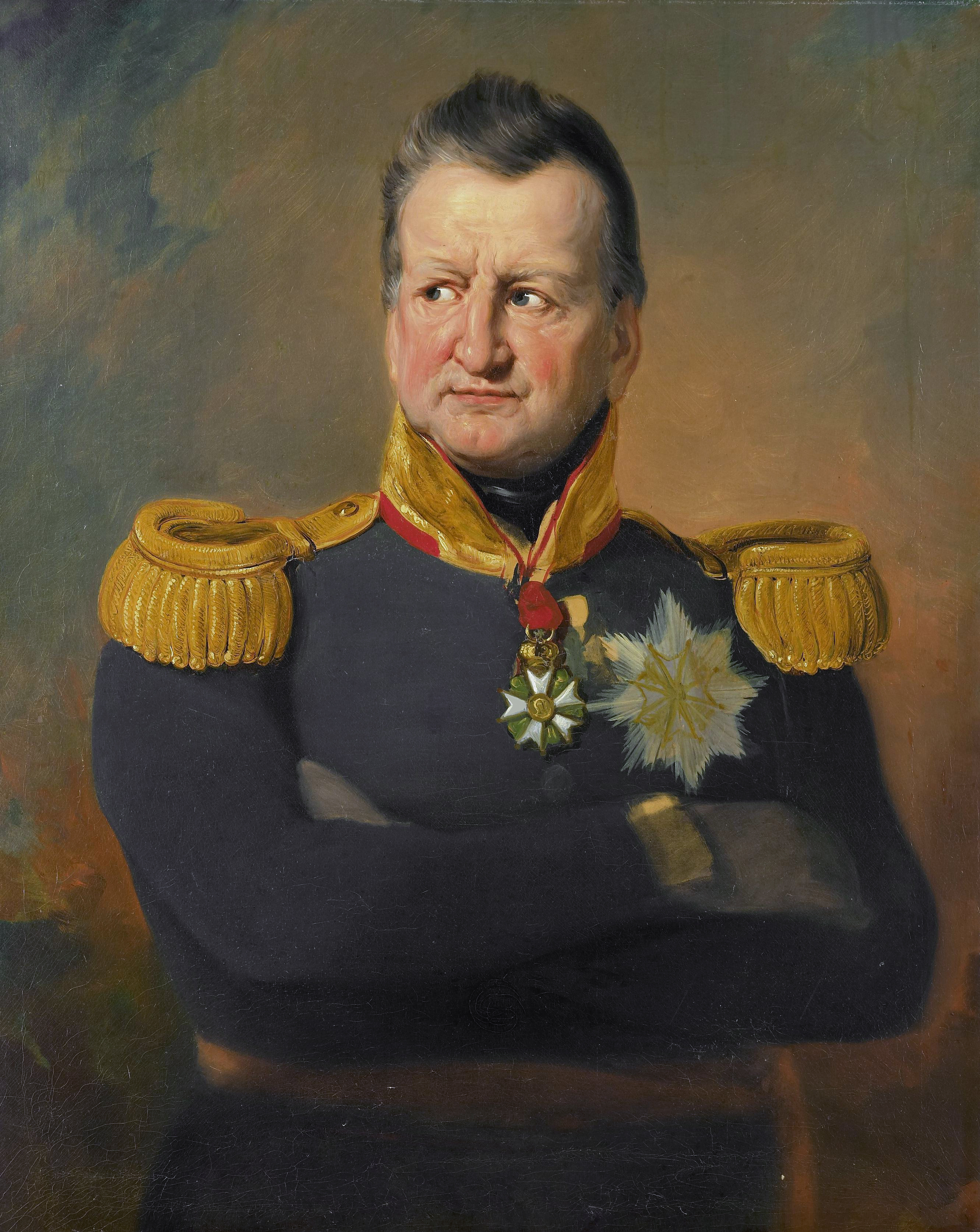
David Hendrik Chassé

David Hendrik Chassé, född den 18 mars 1765 i Tiel, död den 2 maj 1849 i Breda, var en nederländsk soldat som kämpade både för och mot Napoleon. 
Han var ättling till en familj ursprungligen från Frankrike som bosatte sig i Holland efter återkallelse av ediktet i Nantes. Han var son till Carel Johan Chassé, som var major i holländska republikens armén, och Maria Johanna Helena Schull. Han gifte sig med Johanna Adriana van Nieuwenhoven den 10 november 1786 och skilde sig från henne 1795. Han gifte om sig med den engelska änkan Elisabeth Irland den 12 april 1796. De fick en son. Detta äktenskap slutade också i skilsmässa år 1816. 
Han gick med i armén som kadett 1775, utnämndes till löjtnant 1781, kapten 1787, överstelöjtnant 1793, överste 1803, generalmajor 1806 och generallöjtnant 1814. Han ledde den division som ingrep vid ett avgörande tillfälle under slaget vid Waterloo. 1830 bombarderade han staden Antwerpen som ledare av dess citadell under belgiska revolutionen.